# Наливайкове
Нали́вайкове (у минулому — Поливайка, Наливайко, хутор Лак) — село в Україні, у Новоборисівській сільській громаді Роздільнянського району Одеської області. Населення становить 134 осіб.

## Назва
Село отримало назву Наливайко наприкінці 1910-х, ймовірніше за все, на честь українського козацького ватажка Северина Наливайка.

## Історія
Топографічна карта 1917 року нам показує існування Подколины, х-ра Пришпакъ (в майбутньому — Петрівське), х-ра Сутера (пізніше — територія тракторної бригади с. Наливайкове), х. Лакъ (зараз Наливайкове)
Карта Одеської губернії 1920 року (трьохверстка) показує нам існування х. Подколины, х. Козаков (у минулому — Пришпакъ, пізніше — Петрівське), х. Сутера, х. Козака (зараз — Козакове), х. Амона (німецька колонія (у 1924 р. проживало 14 людей) на південний схід від сучасного села Наливайкове) у складі Цебриковської волості Тираспольського повіту.
Коли в 1923 р утворилася Одеська округа Одеської губернії Подколіно в складі Цебриківського району стало сільрадою. Куди увійшли Козакова, Бойсбахера і Сутера. Але політика влади була спрямована на те, щоб витісняти етнічних німців в Казахську РСР і на Далекий Схід і з 1924 починають переселяти жителів Київської, Подільської та Волинської губерній. В Петровське — 17 сімей або 74 людини, Козакова — 51 сім'я 222 осіб і Наливайко — 42 сім'ї 222 осіб. Можливо це наслідки німецького повстання 1919 р
Топографічна карта, яка малювалась у 1931-1932 рр., показує нам існування Подколины, Пришпак, Казаков, х-ра Сутара, Наливайко, Раковский (зараз частина передостаннього).
Адміністративна карта Одеської області 1937 року нам показує існування Подколіно (центр сільради), Козаково, Сутера, Поливайка (сучасне Наливайкове).
Станом на 1 вересня 1946 року хутір Наливайкове входив до складу Підколінської сільської Ради.
У 1962 році Цебриківський район був ліквідовананий, а Петрівська сільрада перейшла до складу Роздільнянського району.
Станом на 1 травня 1967 року Наливайкове було у складі Петрівської сільської ради. На території Петрівської сільради було 2 колгоспи: імені Димитрова (господарський центр — Першотравневе), «Україна» (Підколіне).
До 17 липня 2020 року було підпорядковане Великомихайлівському району, який був ліквідований.

## Населення
Згідно з переписом 1989 року населення села становило 253 особи, з яких 129 чоловіків та 124 жінки.
За переписом населення 2001 року в селі мешкали 133 особи.

### Мова
Розподіл населення за рідною мовою за даними перепису 2001 року:
| Мова       | Чисельність | Відсоток |
| ---------- | ----------- | -------- |
| українська | 115         | 85,82%   |
| румунська  | 9           | 6,72%    |
| російська  | 9           | 6,72%    |
| болгарська | 1           | 0,74%    |
| Усього     | 134         | 100%     |

## Посилення
- Сайт Краевед